# Acetato de glatirâmero
Acetato de glatirâmero é um imunomodulador indicado para redução de recaídas em esclerose múltipla.